# Mangelia victoriana
Mangelia victoriana är en snäckart som först beskrevs av Dall 1897.  Mangelia victoriana ingår i släktet Mangelia och familjen kägelsnäckor. Inga underarter finns listade i Catalogue of Life.